# George Fotheringham
George Lyall Fotheringham (Kerriemuir, 9 juli 1883 – West Long Branch, 8 april 1971) was een Schots golfer die vijf keer het Zuid-Afrikaans Open won.

## Biografie
Fotheringham spendeerde zijn jeugdjaren in Carnoustie, Schotland, waar hij zijn golfcarrière begon als een caddie. In 1903 werd hij een golfprofessional en won het Carnoustie Golf Championship. Later in diezelfde jaar ging hij naar Durban, Zuid-Afrika, en hij werd tot 1914 lid van de Durban Golf Club. Tijdens zijn verblijf in Zuid-Afrika won hij vijf keer het Zuid-Afrikaans Open, in 1908, 1910, 1911, 1912 en 1914.
In 1915 verhuisde Fotheringham naar de Verenigde Staten en hij werd lid van de Indian Hill Golf Club, een golfclub in Chicago. Later werd hij jarenlang lid van de Norwood Country Club, een countryclub in West Long Branch. In 1935 werd hij lid van de Hollywood Golf Club, in Deal.
Fotheringham was ook een van de oprichters van de United States Professional Golfers Association en lid van de New Jersey Professional Golfers Association. Op 8 april 1971 overleed Fotheringham op 87-jarige leeftijd.
In 2011 werd Fotheringham postuum opgenomen op de Zuid-Afrikaanse Golf Hall of Fame.

## Prestaties
- Carnoustie Golf Championship: 1903[1]
- Zuid-Afrikaans Open: 1908, 1910, 1911, 1912 en 1914[1][2]